# Wierzbinek (gmina)
Wierzbinek est une commune de l'ouest de la Pologne. Elle comptait 7 645 habitants en 2004.

## Description
Elle se trouve dans la voïvodie de Grande-Pologne depuis 1999 ; auparavant, elle a fait partie de la voïvodie de Konin de 1975 à 1998.

## Notes et références

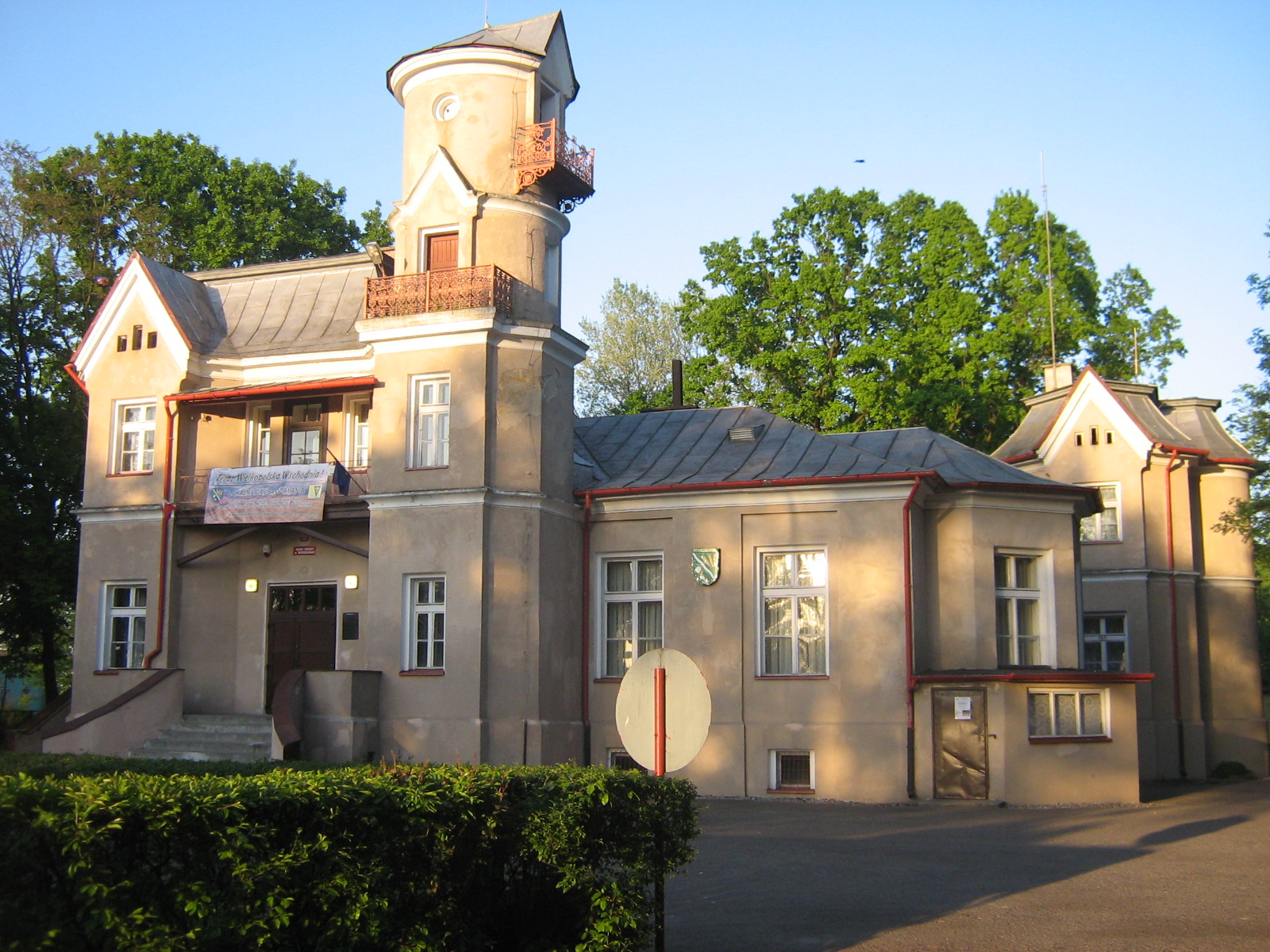
Pałacyk Chrzączewskich

## Géographie
| - Plan de la gmina. - Position de la gmina sur la carte du powiat. |

## Jumelages
- Maure-de-Bretagne (France) depuis 2006